# Alonso Ruizpalacios

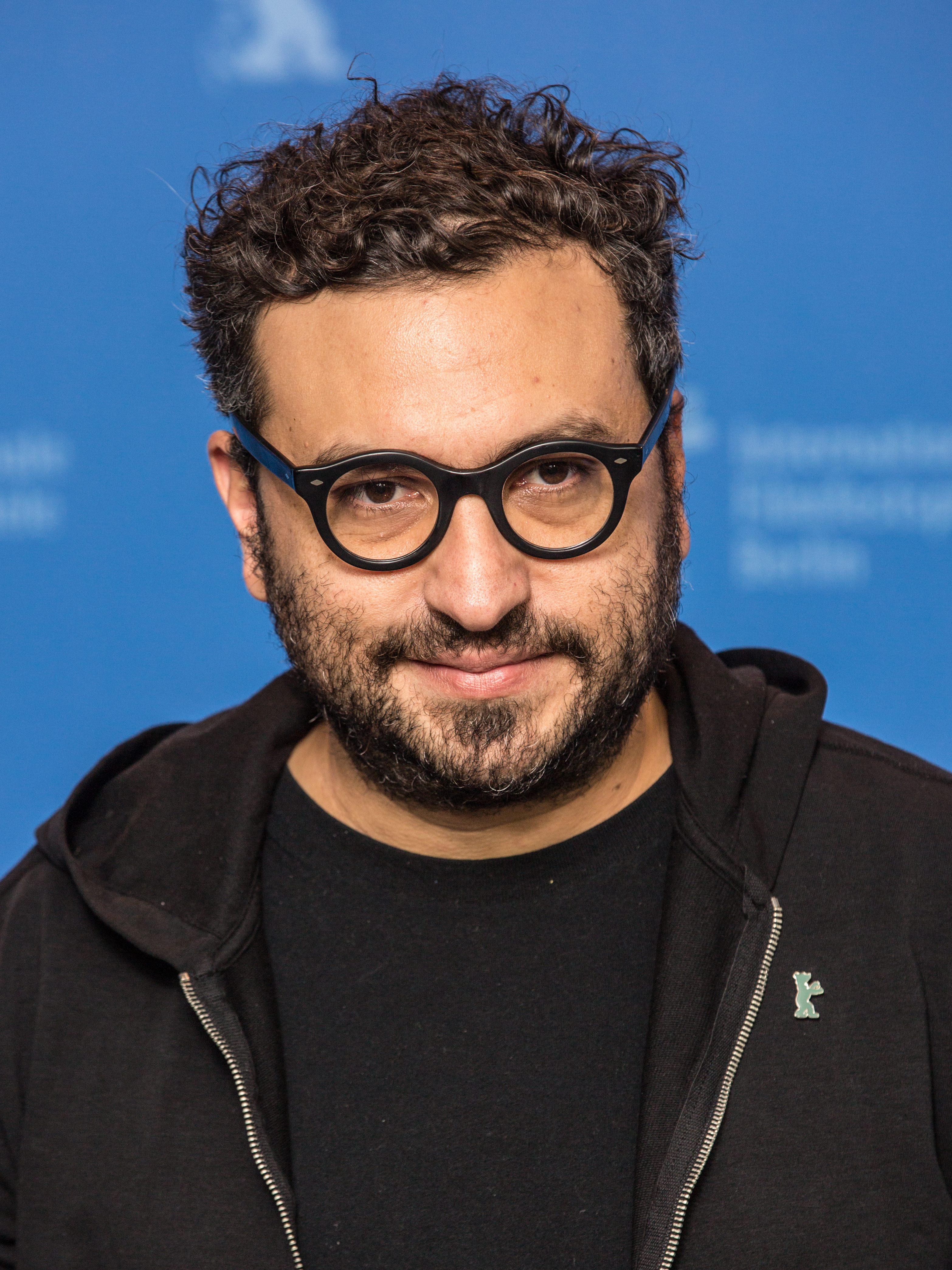
Alonso Ruizpalacios bei der Vorstellung seines Films Museo auf der Berlinale 2018

Alonso Ruizpalacios (* 1978 in Mexiko-Stadt) ist ein mexikanischer Filmregisseur und Drehbuchautor.

## Leben
Alonso Ruizpalacios studierte an der Royal Academy of Dramatic Arts (RADA) in London und war auch als Theaterregisseur tätig. Zu Beginn seiner Karriere trat er noch unter den Namen Alonso Ruiz Palacios bzw. Alonso Ruíz Palacios in Erscheinung.
Nach ersten Kurzfilmen Ende der 2000er-Jahre stellte Ruizpalacios mit Güeros (2014) sein Spielfilmdebüt vor. Das Roadmovie erzählt von zwei Brüdern und einem Freund, die sich 1999 von Mexiko-Stadt aus auf dem Weg ans Krankenhausbett eines einst gefeierten mexikanischen Rockstars begeben. Der in Schwarzweiß-Bildern, konsequent im Format 4:3 realisierte Film wurde mit über 20 internationalen Film- und Festivalpreisen ausgezeichnet, darunter der Premio Ariel als Bester Film. Auch wurde Güeros auf der 64. Berlinale in der Sektion Panorama gezeigt.
Nach dem Erfolg von Güeros inszenierte Ruizpalacios 2016 den preisgekrönten Kurzfilm Verde über einen Sicherheitstransportfahrer, der zum ersten Mal Vater wird. 2018 folgte sein zweiter Spielfilm Museo. Der Heist-Movie mit Gael García Bernal und Leonardo Ortizgris in den Hauptrollen dramatisiert den 1985 begangenen Überfall auf das Nationalmuseum für Anthropologie in Mexiko-Stadt durch zwei Studenten. Museo konkurrierte 2018 im Wettbewerb der Berlinale und brachte Ruizpalacios gemeinsam mit Co-Autor Manuel Alcalá den Silbernen Bären für das beste Drehbuch ein. Der Film gewann sechs weitere internationale Film- und Festivalpreise und wurde in 14 Kategorien für den Premio Ariel nominiert.
Nach der Regie an Fernsehserien, darunter Narcos: Mexico (2018), erhielt Ruizpalacios 2021 für seinen dritten Spielfilm Ein Polizei-Film seine zweite Einladung in den Wettbewerb der 71. Internationalen Filmfestspiele Berlin. Drei Jahre später inszenierte er mit La Cocina – Der Geschmack des Lebens (2024) seinen ersten Spielfilm im Ausland. Das Werk brachte ihm erneut eine Einladung in den Hauptwettbewerb der 74. Berlinale ein.

## Filmografie (Auswahl)
- 2008: Café paraíso (Kurzfilm)
- 2010: El último canto del pájaro Cú (Kurzfilm)
- 2014: Güeros
- 2016: Verde (Kurzfilm)
- 2018: Museo
- 2018: Aquí en la Tierra (Fernsehserie, 2 Folgen)
- 2018: Vida (Fernsehserie, 1 Folge)
- 2018: Narcos: Mexico (Fernsehserie, 1 Folge)
- 2021: Ein Polizei-Film (Una película de policías)
- 2022: Outer Range (Fernsehserie, 2 Folgen)
- 2024: La Cocina – Der Geschmack des Lebens (La Cocina)